# Scutisorex
Scutisorex é um género da família de insetívoros africanos Scoricidae. O género contém duas espécies:
- Scutisorex somereni
- Scutisorex thori

Este género contêm as únicas espécies de vertebrados conhecidas que apresentam vértebras entrelaçadas, o que lhes permite suportar cargas notáveis, na mesma proporção que um ser humano poderia aguentar o peso do vaivém espacial.